# Gauthier de Campes
Gauthier de Campes, ou Gaultier de Campes, Wouter van Campen en flamand, est un peintre flamand actif à Paris où il est documenté entre 1500 et 1530, est né à Bruges en 1468, et mort probablement à Paris, après novembre 1530 et avant mai 1535, date de remariage de sa veuve Nicole Béranger. Il est également répertorié sous les noms de Maître de Montmorency, Maître des Privilèges de Tournai, Maître de Saint-Gilles.

## Biographie
On trouve dans le registre d’admission de la guilde Saint-Luc des peintres et selliers de Bruges mention de « Wouterkin van Campen, fils de Wouter » engagé comme apprenti, le 22 septembre 1480, par le maître Jan Fabiaen, peut-être le Maître de la Légende de sainte Lucie d'après Jacqueline Versyp et qui semble avoir fourni des cartons de tapisserie. Il est reçu franc-maître le 28 mai 1490. Il n'y a plus aucune mention de Wouter van Campen dans le registre de la guilde de Saint-Luc après cette date. Il a donc quitté Bruges après 1490.
Gauthier de Campes est cité à Paris à la réunion tenue le 12 mars 1500 au cours de laquelle on lui demande de « faire une figure et pourtraict » du projet du nouveau pont Notre-Dame. Il s'était installé « au bout du pont Saint-Michel », lieu qui dépendait de la justice de l'abbaye de Saint-Germain-des-Prés. Il a épousé en premières noces Perrette Périer, fille et sœur de peintres parisiens. Il est l’un des exécuteurs testamentaires, en 1511, de Pierre Périer, peintre.
Il apparaît ensuite comme cartonnier pour la tenture de l'Histoire de saint Étienne de la cathédrale de Sens, réalisée entre 1503 et 1506. Cette tapisserie a disparu mais elle a été faite en utilisant une partie des cartons ayant servi à la réalisation de tenture de saint Étienne de la cathédrale d'Auxerre se trouvant au Musée national du Moyen Âge portant les armories de Jean III Baillet, évêque d'Auxerre, datée de 1500-1502,. Jean de Bray, chanoine et doyen du chapitre de Sens de 1492 à sa mort en 1504, a payé les deux tiers du prix des cartons à Gauthier de Campes. Gauthier de Campes apparaît comme un peintre fournisseur de cartons de tapisserie réputé à Paris dès le début du XVIe siècle.
Il a fourni des cartons pour des vitraux. Les historiens d'art ont fait des rapprochements stylistiques entre les verrières Renaissance de la collégiale Saint-Martin de Montmorency, de l'église Saint-Martin de Triel-sur-Seine, de la chapelle de la Vierge de l'église Saint-Gervais-Saint-Protais de Paris, de l'église Saint-Aspais de Melun de l'église Saint-Pierre et Saint-Paul de Ferrières-en-Gâtinais en attribuant les cartons à peintre d'origine flamande actif à Paris. Pour la collégiale de Montmorency, on a donné à ce peintre le nom de convention de "Maître de Montmorency". Guy-Michel Leproux a proposé de lui attribuer les cartons ayant servi à la réalisation de ces vitraux exécutés par le maître verrier Jean Chastellain. Il a réalisé une copie du "vitrail de la Vie de saint Étienne" réalisée par Arnoult de Nimègue à l'église Saint-Étienne-des-Tonneliers pour l'église Saint-Étienne-la-Grande-Église, en 1515-1516.
Dans le déambulatoire de la cathédrale de Tournai ont été posés des vitraux dont certains ont été réalisés par Arnoult de Nimègue, d'autres sont signés d'Henri de Campes, peintre-verrier connu depuis 1473. Une troisième série sont dus à un cartonnier dont le nom de convention est le Maître des Privilèges de Tournai. Le style des personnages a été rapproché de celui de ceux se trouvant sur les tapisseries de la cathédrale d'Auxerre. Ayant signé les vitraux avec la lettre G et d'autres lettres du nom de Gaultier, Guy-Michel Leproux propose d'y voir l'œuvre de Gauthier de Campes qui pourrait être un parent d'Henri de Campes.
En 1520, trois tapissiers parisiens se sont engagés à tisser une tenture de la Passion pour le compte d'Alard de Souyn. Dans le contrat il est précisé que les patrons fournis ont été réalisés par Gauthier de Campes,.
Gauthier de Campes a reçu la commande de cartons pour la "tenture de la Vie de la Vierge" par l'archevêque de Reims, Robert de Lenoncourt, pour la cathédrale et de la "tenture de Vie de saint Remy" pour l'abbaye. Il est encore vivant en novembre 1530, à la date de livraison de la tenture de Reims.